# Fulica armillata
Fulica armillata là một loài chim trong họ Rallidae.

## Hình ảnh

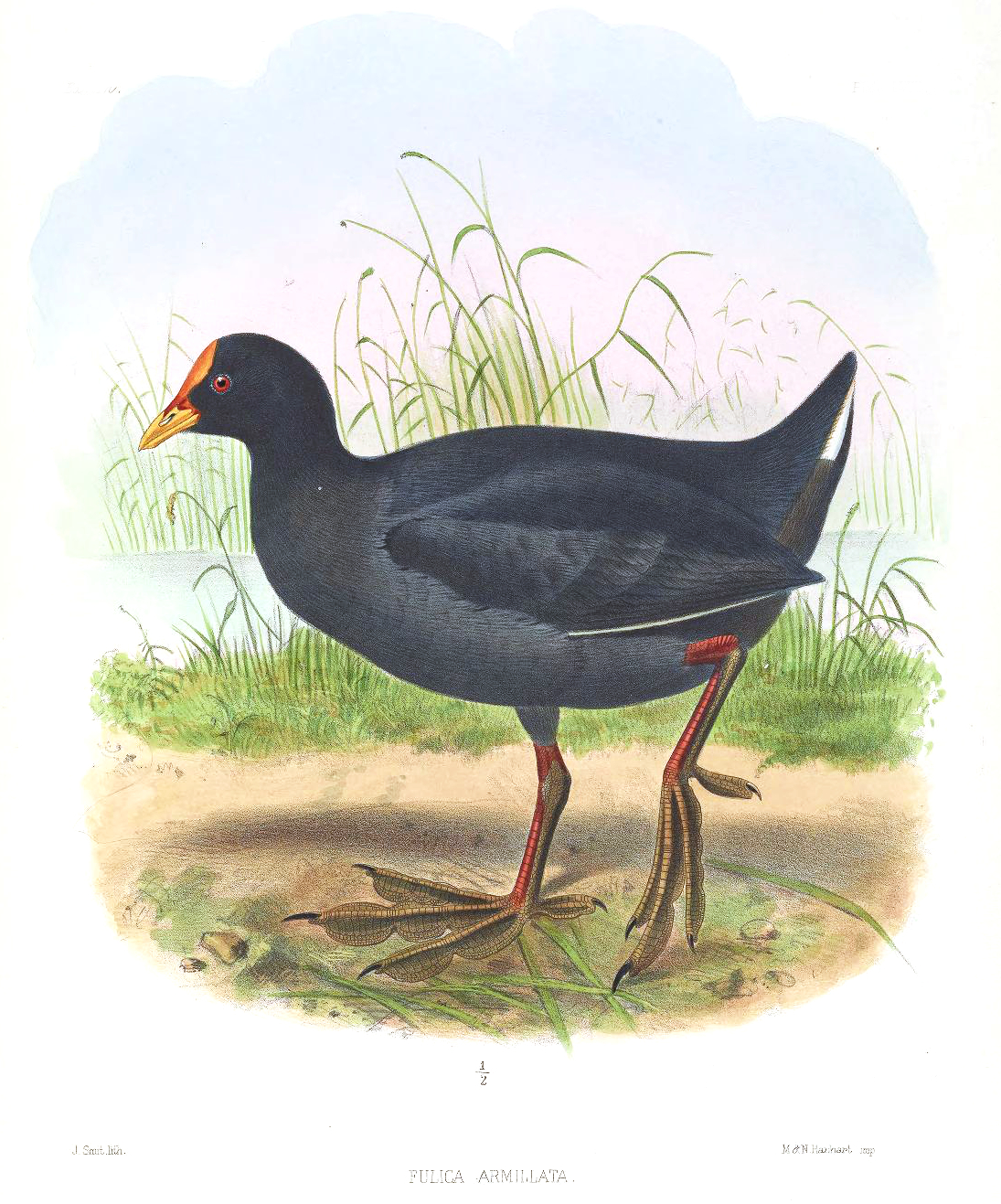
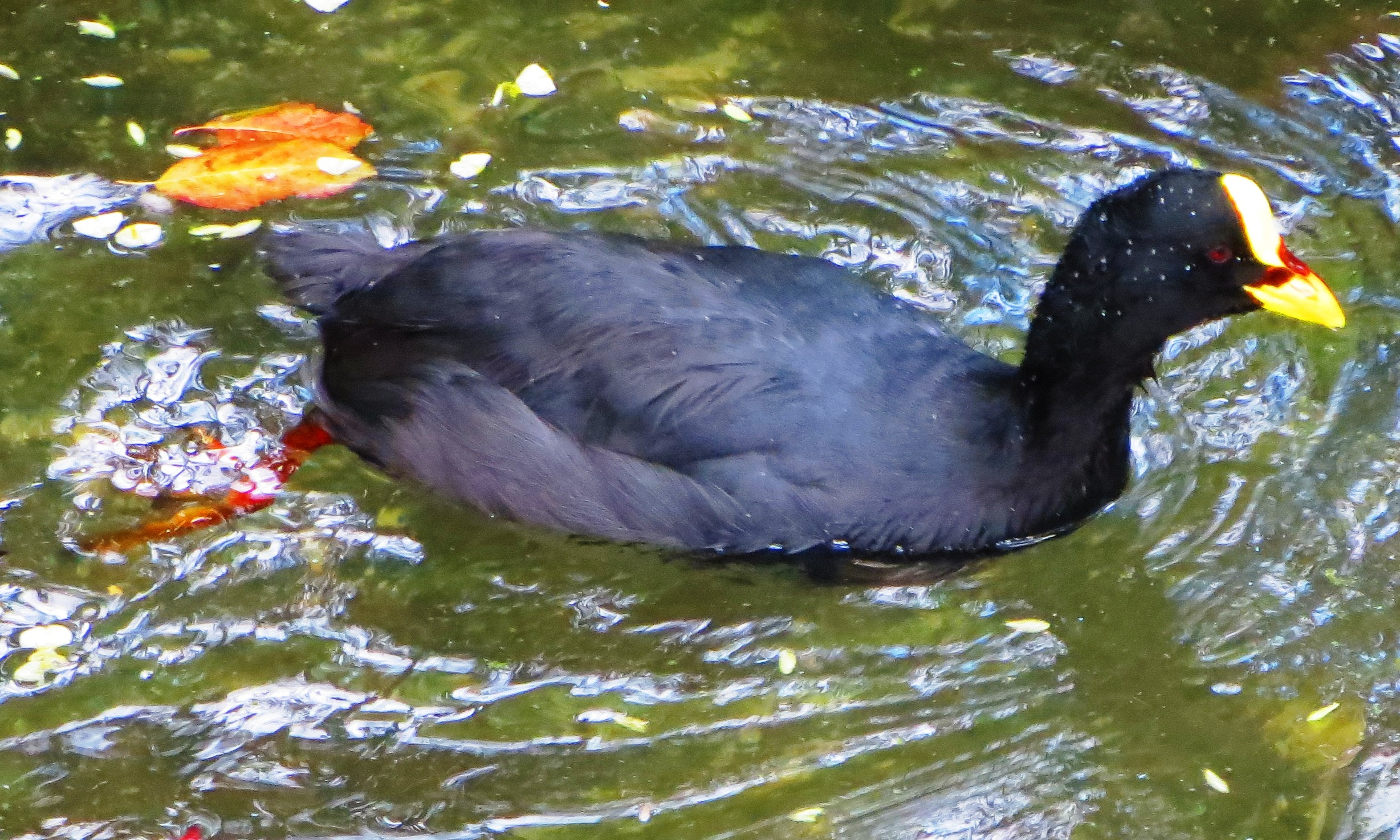